# Bay, Filippinerna
Bay (Bayan ng Bay) är en kommun i Filippinerna. Kommunen ligger på ön Luzon, och tillhör provinsen Laguna. Folkmängden uppgår till 66 762 invånare.
Bay delas in i 17 barangayer.